# Julius-Itzel-Preis
Mit dem Julius-Itzel-Preis der Itzel-Stiftung werden profilierte Einzelleistungen oder ein gesellschaftsprägendes Lebenswerk von Frauen und Männern ausgezeichnet, deren Persönlichkeit und Wirken klar und überzeugend die christlichen Werte, Moral und Ethik widerspiegeln. Der Preis ist mit 50.000 Euro dotiert.
Der nach Julius Itzel (1905–1974) benannte Preis wurde am 10. Mai 2003 in München erstmals verliehen.

## Preisträger
- 2003: Ruth Pfau, Lepra-Ärztin
- 2005: Pfarrer Sebastian Obermaier, Missionar in Bolivien[2]
- 2010: Schwester Lea Ackermann, Gründerin des afrikanischen Hilfswerks SOLWODI[3]
- 2013: Kyrillos William, ägyptischer koptischer Bischof[1]
- 2015: Schwester Margret Ebe, Franziskanerin, tätig in der Obdachlosenhilfe[4]
- 2018: Alois Glück, deutscher Politiker (CSU) und Landtagspräsident im Bayerischen Landtag.[5]
- 2022: Gerd Müller, deutscher Politiker (CSU)[6]
- 2024: Andrea Riccardi, italienischer Historiker, ehemaliger Minister, Gründer der Gemeinschaft Sant’Egidio[7]